# マイクル・コリンズ
マイクル・コリンズ（Michael Collins）は、デニス・リンズ（Dennis Lynds、1924年1月15日 - 2005年8月19日）のペンネームであり、主にミステリーを書いていたアメリカ合衆国の作家である。
リンズは約40年以上に渡って、80の長篇小説と200の短篇小説を書いた。アメリカ探偵作家クラブ (MWA) からエドガー賞、アメリカ私立探偵作家クラブから特別功労賞、MWA南カリフォルニア支部からマーロウ特別功労賞を授与されている。

## 経歴
セントルイス生まれ。両親は役者で旅先で生まれた。一人っ子である。ニューヨーク州で育ち、第二次世界大戦ではヨーロッパで戦い、青銅星章とパープルハート章を授与された。ニューヨークで雑誌編集者を経て、1965年に専業作家となりカリフォルニア州に移住した。スリラー作家 Gayle Lynds と結婚。死ぬまでカリフォルニアに定住した。

## マイクル・コリンズ
マイクル・コリンズ名義では、《隻腕探偵ダン・フォーチューン(Dan Fortune)》シリーズで知られる。このシリーズは1967年の『恐怖の掟』に始まり（エドガー賞最優秀新人賞受賞）、非常に長く書き続けられた。推理小説の現代化に貢献したと評価されている。
「自然主義的なスペード（ダシール・ハメット）からロマンチックなマーロウ（レイモンド・チャンドラー）を経て、心理学的なアーチャー（ロス・マクドナルド）へと受け継がれた私立探偵の系譜は、社会学的なフォーチューン（マイクル・コリンズ）によって完成されたと見る批評家は多い」
- Private Eyes: 101 Knights (Robert Baker and Michael Nietzel)
コリンズを「1970年代の最良のサスペンス作家」と賞した Baker と Nietzel は、さらに次のように続けている。「西ドイツの犯罪文学協会は彼を次のように評した:
「マイクル・コリンズは私立探偵小説の新たな展開をもたらした。1960年代末に彼はこの分野に長年待ち望まれていた人間性のような新しいものを与えた。彼の小説は単なるエンターテインメントを越えている。探偵の背後には人生観があり、個々の小説でアメリカ社会の特殊な一面を垣間見せてくれる」
Baker と Nietzel はコリンズの最初の小説に端を発した現象を次のように指摘した。「『恐怖の掟』… は、今となっては新進ハードボイルド作家によく使われる「ハメット以来のベスト」、「新たなチャンドラー」、「ロス・マクドナルドの後継者」といった言われ方をする最初の作家となった。フォーチューンは現代の私立探偵の中では年長と言える」

## ウィリアム・アーデン
1968年から1989年にかけて、リンズはウィリアム・アーデン（William Arden）名義で児童向け探偵小説のシリーズ《ヒッチコックと少年探偵トリオ》の小説を14冊書いた。また、同じペンネームで私立探偵 Kane Jackson のシリーズも5冊書いている（1968年から）。
また、スパイ小説の名作とされる短篇 "Success of a Mission" もこの名義で書いており、1968年のエドガー賞短篇小説部門にノミネートされた。

## 他のペンネーム
リンズは、それ以外にもマーク・サドラー（Mark Sadler）、ジョン・クロウ（John Crowe）、カール・デッカー（Carl Dekker）といったペンネームを使い分けた。
数年間、彼は3つの出版社についてこれらの名義を使い分けていた。別のペンネームで書かれた作品が同時にベストセラーリストに掲載されたこともある。

## その他
探偵小説を書く傍ら、純文学も書いている。特に短篇は100篇ほどが書かれており、そのうちの5篇は Best American Short Stories に選ばれた。

## 主な作品

### マイクル・コリンズ名義

#### 「隻腕探偵ダン・フォーチューン」シリーズ
- 『恐怖の掟』（Act Of Fear（1967）、村社伸訳、ハヤカワ・ミステリ） 1969
- 『真鍮の虹』（ The Brass Rainbow（1969）、木村二郎訳、ハヤカワ・ミステリ） 1979
- 『ひきがえるの夜』（Night Of The Toads（1970）、木村二郎訳、ハヤカワ・ミステリ） 1981
- 『黒い風に向かって歩け』（Walk A Black Wind（1971）、木村二郎訳、ハヤカワ・ミステリ） 1984
- 『虎の影』（Shadow Of A Tiger（1972）、水野谷とおる訳、ハヤカワ・ミステリ） 1980
- 『無言の叫び』（The Silent Scream（1973）、大井良純訳、ハヤカワ・ミステリ） 1986
- 『ブルー・シティ』（Blue Death（1975）、朝倉隆男訳、ハヤカワ・ミステリ） 1984
- 『鮮血色の夢』（The Blood-Red Dream（1976）、木村仁良訳、創元推理文庫） 1992
- The Nightrunners, 1978
- The Slasher, 1980
- 『フリーク』（Freak（1983）、木村仁良訳、創元推理文庫） 1990
- 「君は金髪、ボガートが頼り」（Dan Fortune and the Hollywood Caper (1984)、木村二郎訳、ミステリマガジン 1984/11 No.343）
- Minnesota Strip, 1987
- Red Rosa, 1988
- Castrato, 1989
- Castrato, 1989
- The Irishman's Horse, 1991
- Cassandra In Red, 1992
- Resurrection, 1992
- The Cadillac Cowboy, 1995

#### その他短編
- 「八千万の屍」（Eight Million Dead (1984)、竹本祐子訳、ミステリマガジン 1985/10 No.354）、のちハヤカワ・ミステリ文庫『探偵は眠らない』に収載
- 「白雪と黒犬」（Black in the Snow (1988)、木村二郎訳、ミステリマガジン 1989/ 4 No.396）、ハヤカワ・ミステリ文庫『探偵たちの誇り』に収載
- 「英雄の死」（Role Model、矢口誠訳、扶桑社ミステリー、『メアリー、ドアを閉めて』に収載
- 「お人好しなんてごめんだ」（No One Likes To Be Played for a Sucker (1969)、村社伸訳、ミステリマガジン 1969/10 No.162）、のちハヤカワ・ミステリ文庫『密室大集合』に収載
- 「マサイ族の戦士のように」（The Savage、水野谷とおる訳、ミステリマガジン 1979/7 No.279）
- 「出口なし」（No Way Out (1964)、喜多良一訳、ミステリマガジン 1980/3 No.287）
- 「ルーカン戦争」（Lukan War、鎌田三平訳、久保書店SFノベルズ13『ルーカン戦争』）1981
- 「最期の叫び」（Screaming All the Way (1969)、木村仁良訳、ミステリマガジン 1991/2 No.418）、のち門野集訳で創元推理文庫『短編ミステリの二百年06』に収載
- 「椅子」（The Chair、伏見威蕃訳、ミステリマガジン 1998/1 No.502）
- 「モンテシートの死」（A Death in Montecito (1995)、吉田利子訳、EQ 1999/7 No.130）
- 「二人の老女を襲った悲惨で非常識な殺人事件」（The Horrible, Senseless Murders of Two Elderly Women、熊井ひろ美訳、ミステリマガジン 2002/9 No.559）
- 「となりのデイヴ」（Next-Door Dave (2004)、井伊順彦訳、ミステリマガジン 2005/11 No.597）

#### ノンフィクション
- 『月に挑む: 宇宙飛行士の記録』（海輪聡訳、藤森書店、科学の本） 1977

### ウィリアム・アーデン名義
- 『ちぢむ家の秘密』（The Mystery of the Shrinking House (1972)、久米譲訳、偕成社、ヒッチコックと少年探偵トリオ） 1976
  - 『カリフォルニア少年探偵団 - ちぢむ家の秘密』（久米穣訳、偕成社スーパーブックス） 1987
- 『ゆうれい湖の秘密』（The Secret of Phantom Lake (1973)、大野芳枝訳、偕成社、ヒッチコックと少年探偵トリオ） 1976
  - 『カリフォルニア少年探偵団 - 幽霊湖の秘密』（大野芳枝訳、偕成社スーパーブックス） 1987

### マーク・サドラー名義
- 『落ちる男』（The Falling Man（1970）、大井良純訳、ハヤカワ・ミステリ） 1976
- 『ここにて死す』（Here to Die（1971）、村社伸訳、ハヤカワ・ミステリ） 1974
- Mirror Image, 1972
- 『炎の環』（Circle of Fire（1973）、村社伸訳、ハヤカワ・ミステリ） 1977
- Touch of Death, 1981
- Deadly Innocents, 1986

### ジョン・クロウ名義 (「ブエナ・コスタ郡」シリーズ)
- 『もうひとつの死』（Another Way to Die（1972）、渡辺栄一郎訳、ハヤカワ・ミステリ） 1976
- 『暗闇の感触』（A Touch of Darkness（1972）、渡辺栄一郎訳、ハヤカワ・ミステリ） 1977
- Bloodwater, 1974
- Crooked Shadows, 1975
- When They Kill Your Wife, 1977
- Close to Death, 1979

### デニス・リンズ名義
- 「バーテンダーの死」（Even Bartenders Die (1963)、小鷹信光訳、大和書房『冷えたギムレットのように』）、のち河出文庫『美酒ミステリ傑作選』に収載
- 「弾丸(たま)でつぐなえ」（Hard Cop、山本俊子訳、ミステリマガジン 1978/10 No.270）
- 「酒か女か現金(げんなま)か」（It's Whiskey or Dames (1962)、小鷹信光訳、ミステリマガジン 1975/ 9 No.233）